# Edmund František z Hartigu
Edmund František z Hartigu (německy Edmund Franz Graf von Hartig, 11. dubna 1894, Litoměřice - 17. září 1967, Vídeň) byl česko-rakouský odborník na vodní právo. Pocházel z českého šlechtického rodu Hartigů.

## Život
Narodil se roku 1894 v Litoměřicích jako Edmund Franz Graf von Hartig, první ze čtyř dětí hraběte Leopolda z Hartigu a jeho ženy Marie Zallingerové z Thurnu. 
Po absolvování vídeňské Tereziánská akademie začal studovat práva na vídeňské univerzitě, ale v roce 1916, ještě před svou promocí, byl povolán do státních služeb. Sloužil v okresních velitelstvích Gmünd, Bruck an der Leitha a Melk. 
Od roku 1929 až do svého odchodu do důchodu jako vedoucí sekce pracoval na rakouském spolkovém ministerstvu zemědělství a lesnictví. 

### Manželství a rodina
Byl ženatý s hraběnkou Karolínou z Walterskirchenu, s níž měl osm dětí. 

### Působení
Hartig se již v meziválečném období podílel na utváření rakouského vodního práva na ministerstvu zemědělství. Při vytváření zákona o v roce 1934 poukázal na „zásadní nedostatky a mezery ve starém zákoně“. Po skončení druhé světové války inicioval vznik Nejvyššího vodoprávního úřadu a vypracoval novely zákona pro posílení právní regulace vodního hospodářství a nakládání s podzemními vodami.
V této době se Hartig začal intenzivněji věnovat i mezistátní regulaci vodních ploch. Smlouvu o využívání vody na Dunaji mezi Rakouskem a Bavorskem z roku 1950 a mezi Rakouskem a Jugoslávií na Drávě viděl jako začátek nové fáze v úsilí o dosažení mezivládních dohod o využívání vody.  Na konci 50. let formuloval tzv. princip koherence jako nové východisko pro mezinárodní vodoprávní předpisy. To znamená, že na vody je třeba pohlížet jako na „jednu“ věc v rámci jejich přirozených hranic, bez ohledu na státní hranice.
Harting pracoval v Evropské hospodářské komisi Organizace spojených národů a Společnosti pro mezinárodní právo a vedl Rakouské sdružení pro politické vědy a Rakouské sdružení pro správní vědy. Byl viceprezidentem Rakouského vodohospodářského svazu. 

## Ocenění
- Čestný odznak Za zásluhy o Rakouskou republiku (1956) [3]
- Čestný doktorát z univerzity v Innsbrucku (1965)